# Maldivas en los Juegos Olímpicos de Londres 2012
Las Maldivas estuvieron representadas en los Juegos Olímpicos de Londres 2012 por cinco deportistas, tres hombres y dos mujeres, que compitieron en tres deportes.
El portador de la bandera en la ceremonia de apertura fue el jugador de bádminton Mohamed Ajfan Rasheed. El equipo olímpico maldivo no obtuvo ninguna medalla en estos Juegos.